# گورینگ آن تمز
گورینگ آن تمز (به انگلیسی: Goring-on-Thames) یک روستا و محله مدنی در بریتانیا است که در آکسفورد غربی واقع شده‌است. گورینگ آن تمز ۹٫۶۱ کیلومتر مربع مساحت و ۳٬۱۸۷ نفر جمعیت دارد.